# Eucoelium peresi
Eucoelium peresi is een zakpijpensoort uit de familie van de Polycitoridae. De wetenschappelijke naam van de soort is, als Polycitorella peresi, voor het eerst geldig gepubliceerd in 1966 door Plante & Vasseur.